# 沈伯符公馆旧址
沈伯符公馆为奉系军阀军需处处长沈伯符在辽宁省沈阳市的故居，其旧址位于沈河区大南街华岩寺巷14号。目前，沈伯符公馆旧址均为沈阳市文物保护单位。

## 建筑
沈伯符公馆建于1925年，建筑坐北朝南，地上两层、局部三层。建筑为砖木结构、水泥罩面，平屋顶大挑檐。大楼重点采用了柱式主立面，中央入口饰有罗马复合柱立面；科林斯柱头配有爱奥尼涡卷，柱身刻有凹槽。目前，沈伯符公馆旧址被用作老干部活动室。